# Eurhynchium clinocarpum
Eurhynchium clinocarpum är en bladmossart som beskrevs av Jean Édouard Gabriel Narcisse Paris 1896. Eurhynchium clinocarpum ingår i släktet sprötmossor, och familjen Brachytheciaceae. Inga underarter finns listade i Catalogue of Life.